# Persicaria poiretii
Persicaria poiretii là một loài thực vật có hoa trong họ Rau răm. Loài này được (Meisn.) K.L. Wilson miêu tả khoa học đầu tiên năm 1990.